# Speleomantes ambrosii
Speleomantes ambrosii  (лат.) — вид амфибий из рода европейских пещерных саламандр (Speleomantes) отряда хвостатых земноводных. Ранее данный вид относился к роду Hydromantes.

## Описание
Общая длина до 116 мм для самцов и 123 мм для самок (в среднем 100 мм). Глава овальная, составляет около 1/8 длины тела. Морда округлённая. Самцы имеют железы на подбородке. Хвост овальный в поперечном сечении, составляет чуть меньше половины тела.
Цвет, как и у других видах данного рода весьма разнообразный. Базовая окраска от светло-коричневого до чёрного. На этом фоне может располагаться полосатый или сетчатый узор красного, жёлтого, серого или зелёного цвета.

## Ареал
Эндемик юго-восточной Франции и северо-западной Италии (французские департаменты Альпы Верхнего Прованса, Приморские Альпы, итальянские провинции Лигурия, Парма, Кунео, Савона, Генуя, Алессандрия, Павия).

## Образ жизни
Данный вид встречается в горных районах (предельная высота до 2400 метров). Не зависит от наличия источников воды для размножения. Обитает в пещерах, трещинах в земле, лесной подстилке. Средняя влажность 75—100 %, температура вода 3—18°С.